# Церковь Иоанна Богослова в доме Балка-Полева
Церковь во имя апостола и евангелиста Иоанна Богослова дважды освящалась в разных домах, где проживали представители рода Балков (Балков-Полевых). На сегодня более подробные сведения имеются о первой из них, которую освятили в 1727 году в особняке неподалёку от Зимнего дворца (сегодня его адрес — улица Миллионная, дом 6).

## В доме на Миллионной
Восшествие на русский трон Екатерины I в начале 1725 года принесло, в числе прочих, облегчение роду Балков. Получив всего за 10 недель до своей смерти анонимное письмо, обвинявшее в коррупции сестру и брата своей бывшей любовницы, Анны Монс, Петра I обрушил на это семейство репрессии. Мера их была несообразна: пострадали не только Виллим Монс (ему отрубили голову) и его сестра Матрёна (Модеста) (подвергли публичному наказанию кнутом на Сенатской площади и сослали в Тобольск), но и дети Матрёны.
Петра и Якова — относительно малолетних, и состоявших при дворе камер-юнкерами, изгнали со службы. Двенадцатилетнего Петра сослали при этом с чином сержанта на передовую, в Персию. Следы Якова после этой истории вообще потерялись — о наличии этого мальчика вспомнил потом только князь Щербатов). Туда же, в Персию, понизив в чине до капитана, отправили и их старшего брата, Павла Фёдоровича Балка-Полева, который лишь за несколько месяцев до того, в мае 1724 года, стал камергером.
«Ради поминовения блаженной и вечно достойной памяти» императорского величества покойного брата и «для своего многолетнего здравия» Екатерина I повелела вернуть Матрёну Балк из Сибири, а её сыновей из Персии.
Павлу Фёдоровичу возвратили чин, а в 1727 году пожаловали дом «в 34 покоя», что возле Главной аптеки, выстроенный по проекту адмиралтейского архитектора И. К. Коробова. В этом доме и освятили перед 28 апреля (8 мая) 1738 года — днём памяти Иоанна Богослова — церковь во имя этого апостола и евангелиста. Энциклопедия Санкт-Петербурга излагает это следующим образом:

Принявший Православие камергер из немцев был первым браком женат на Марии Федоровне Полевой, фамилию которой присоединил к своей. В 1738 для супругов была освящена церковь.— Энциклопедия Санкт-Петербурга
Это утверждение требует дополнительных комментариев, основывающихся на фактической родословной Балков-Полевых, опубликованной в различных энциклопедических источниках.
«Из немцев», а точнее, из Вестфалии изначально был родом дед П.Ф.Балка — Николай фон Балкен (1630–1695). Покинув Вестфалию, и дослужившись в шведской армии до майора, фон Балкен ещё в 1653/54 году перешёл на русскую службу, которую, после участия в разных походах, завершил полковником. Уже в России в у него родился сын Фёдор (1670–1739) — участник Северной войны, генерал-поручик, а в последние годы жизни — губернатор Москвы. Владелец дома на Миллионной, П. Ф. Балк-Полев (1690–1743), представлял, таким образом, уже второе поколение «немцев», родившихся на русской земле и ей служивших.
Что касается М. Ф. Полевой, то эта представительница древнего дворянского рода Полевых (ради сохранения имени которого Павлу Балку было повелено присоединить её к своей) впоследствии умерла, и Павел Фёдорович вторично женился на княжне Анне Дмитриевне Порецкой. Поэтому вопрос, для каких именно супругов была освящена в 1738 году церковь на Миллионной, остаётся открытым.
У П. Ф. Балка было трое детей: сын Фёдор и две дочери: Мария, по мужу Нарышкина и Матрёна — Салтыкова. Дом унаследовала младшая, Матрёна. В 1755 году она продала его мужу сестры, гофмаршалу Семену Кирилловичу Нарышкину, а флигель на Мойке, где находилась другая домовая церковь — во имя Спаса Нерукотворного образа — канцлеру графу Г. И. Головкину. Церковь Иоанна Богослова в доме на Миллионной при этом закрыли, а её убранство увезли в Москву, в особняк Балков на Остоженке.
В начале XIX века в доме на Миллионной новый его хозяин, князь П. П. Щербатов, устроил новую церковь. Освящена она была во имя иконы Божией матери «Всех скорбящих радости».

## В доме Ф.П.Балка
Дом, где проживал сын покойного П. Ф. Балка — Фёдор Павлович (брат Марии и Матрёны), не установлен. Однако известно, что в этом доме нашла себе приют вдова его дяди — Петра Фёдоровича. Упоминая об этом, Энциклопедия Санкт-Петербурга называет Фёдора камер-юнкером, опуская и имя его овдовевшей тётушки.
Вместе с тем, из Биографического словаря Половцева известно, что вдова Петра Балка, генерал-поручика и камергера (1712–1762) — Марфа Васильевна Шереметьева, бывшая фрейлина. Для неё племянник и устроил в своё доме церковь, освятив её 29 апреля (9 мая) 1771 года во имя апостола и евангелиста Иоанна Богослова — так же, как и в доме своего отца на Миллионной.